# 南浔铁路
南浔铁路是连接南昌（南）和九江（浔）的一段铁路，因位于南昌的终点站是牛行车站这条铁路也称为牛浔铁路。于1904年由商办江西全省铁路有限公司集资兴建，是中国历史上最早的几段省内铁路之一，也是江西境内第一条提供客运的铁路。1907年1月开工，1916年5月竣工。
从九江出发，途径沙河街、黄老门、马回岭、德安、杨家岭、涂家埠、乐化到达南昌牛行站，全长128公里。

## 历史
南浔铁路经抗日战争和国共内战的影响，线路几经毁损。1949年8月23日恢复通车。1962年赣江大桥建成，南浔铁路得以和全国铁路联网。1995年建成双线，并入京九铁路。

### 集资建设
在20世纪初的收回路权运动中，全国掀起了商办铁路的高潮，江西也在1905年在省城南昌成立商办的“江西全省铁路总公司”。
1907年1月在龙开河举行了开建典礼，这标志着铁路开始建设；当时设计标准：轨距1435毫米，限制坡度10‰，最小曲线半径402米。
1912年5月24日马回岭到德安区间启用，德安站开通客运货运服务。
1915年11月九江至山下渡（德安以南）通车，1916年6月6日山下渡木桥完工，九江至牛行通车，标志着南浔铁路正式通车。
南浔铁路正线128.35公里，站线79股共长17.30公里，铁轨合计总长145.73公里。
1929年1月南浔铁路被收为国有。
| 联网前沿线车站 | 联网前沿线车站 | 联网前沿线车站          | 联网前沿线车站 |
| 站名           | 建成年份       | 至今站名变化            | 今使用状况     |
| -------------- | -------------- | ----------------------- | -------------- |
| 九江           | 1911年         | 九江→九江西→九江北      | 货运站         |
| 沙河           | 1910年         | 沙河→沙河街→九江南→庐山 | 客、货运站     |
| 黄老门         |                |                         | 废弃拆除       |
| 马回岭         | 1911年         |                         | 货运站         |
| 德安           |                |                         | 客、货运站     |
| 建昌           | 1916年         | 建昌→永修→杨家岭        | 货运站         |
| 涂家埠         | 1913年         |                         | 废弃拆除       |
| 新祺周         |                |                         | 货运站         |
| 乐化           | 1915年         |                         | 货运站         |
| 南昌           | 1916年         | 南昌→南昌北→牛行        | 废弃拆除       |

### 抗战时期

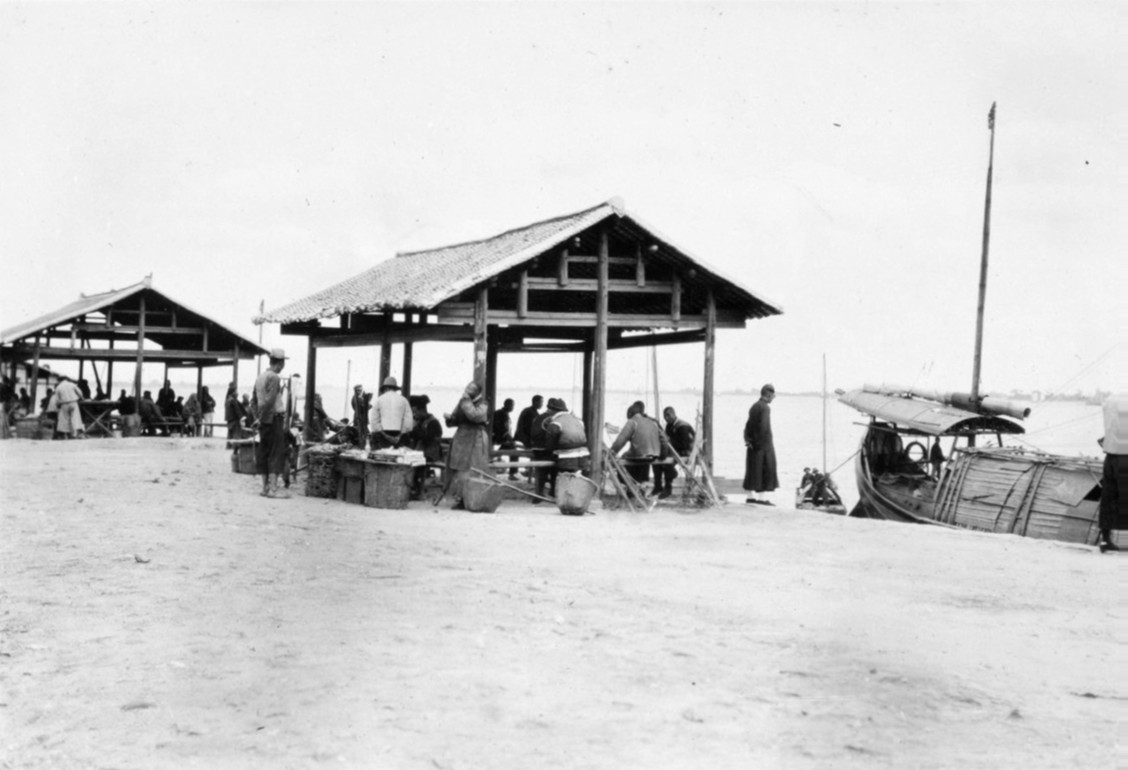
1937年左右的南昌南潯車站

1937年底南京沦陷，1938年日军由长江往武汉进攻，在同年6月11日日军攻入安庆，这被视为武汉会战开端；次日也就是6月12日南浔铁路停运，6月15日开始拆轨破路，6月17日关键桥梁山下渡桥炸毁，另外所有机车等设施被拆解后分批向南由南昌转至浙赣铁路。
1938年10月1日万家岭战役开打，中国守军第1兵团薛岳第29军团宋哲元和第4军余汉谋、第8军李玉堂等部依托庐山两侧及南浔铁路北段的有利地形进行顽强抗击，向德安北万家岭发起总攻，攻克长岭、张古山，使得日军进攻受挫。国民革命军重挫第101师团与第106师团。1938年10月13日，中国军队向后方休整编补。此次战役是抗日以来正面战场战绩最好的一次。10月11日薛岳兵团夺回马回岭。
然而1938年10月20日，日军沿着博阳河进攻德安，29日德安沦陷，中国军队退至永修、吴城沿修水南岸防守；1939年3月修水会战日本获胜，1939年3月17日南昌会战，1939年5月9日结束，日军获胜南昌沦陷，至此南浔铁路全线沦落；1939年4月至10月日军抢修南浔线，最先将九江到山下渡过驳恢复行车随后抢修大桥，1940年7月15日抢通山下渡桥。

### 抗战胜利后修复
1945年8月日本宣布投降，9月浙赣铁路局派员工接管浙赣、南浔两线，1946年5月1日在浙赣铁路修复后路局开始着手南浔等铁路的修复；1947年全线修复通车。
然而1949年5月16日国共内战的国民党军队往南昌方向撤退时对南浔铁路沿线进行了破坏，经过修复在同年8月23日修复通车。

### 连接浙赣和全国铁路联网
1956年5月铁道部决定建设南昌赣江大桥把浙赣铁路南昌支线和南浔铁路相连以便南浔铁路和全国铁路联网；1961年12月赣江大桥完成架梁、铺轨，南浔铁路和浙赣铁路南昌支线接轨，以后这段铁路也有称为向九铁路；而牛行车站到南昌水泥厂段只提供货运服务，直到2004年牛行车站停用这段铁路被废弃，之后路基慢慢的被全部拆除，现在的红谷滩的丰和新城以及保利高尔夫花园占用了大部分那段铁路的路基；1962年4月1日提供临时货运服务，江北新建了南昌北站，1962年5月南昌铁路局和大桥工程局会初次验收，1963年1月中共江西省委正式验交。
1963年1月10日交付后正式运营，至此南浔铁路正式与浙赣铁路南昌支线在南昌站联接，南浔铁路客货运输与全国铁路联网；而连接的关键工程赣江大桥土建是按照复线空间建设的以便以后此路段复线化。
受到早前建设的标准较低，铁道部打算对南浔铁路进行改造，技术改造报告于1982年4月8日被国务院批准，一期改造的主要技术标准：Ⅰ级单线、预留复线；限制坡度6‰；最小曲线半径一般800米，困难400米；这次改造工程同时配合大沙线（大治—沙河街区间，现在的武九铁路一部分）的建设，后与大沙线一道列入铁道部“中取华东”工程，以东西第二通道的形式建设。1983年一期改造动工并于1991年完成。

### 并入京九铁路
1973年12月26日北京—九江铁路（小京九）的重点工程九江长江大桥开工，但是受到国内动荡直到1991年才竣工，1993年大桥公路通车。
1993年5月2日，京九铁路全线开工，该工程对向塘至沙河街进行复线改造。
1996年9月1日京九全线运营通车，南浔铁路（向九铁路）列为京九铁路里程K1318+000～K1470+766区段正式成为京九铁路的一部分；原九江到新建的九江西区间成为京九铁路的支线，现名为九江北线。

## 月刊
1923年到未知年份曾出版过南浔铁路月刊。